# Aldona Nenėnienė
Aldona Nenėnienė, ogift Česaitytė, född den 13 oktober 1949 i Daugirdai, Litauiska SSR, Sovjetunionen, död 3 april 1999 i Kaunas, Litauen, var en sovjetisk handbollsspelare.
Hon tog OS-guld i damernas turnering i samband med de olympiska handbollstävlingarna 1976 i Montréal.
Hon tog även OS-guld i damernas turnering i samband med de olympiska handbollstävlingarna 1980 i Moskva.